# Ellen DeGeneres
Ellen Lee DeGeneres (/dɪˈdʒɛnərɪs/; sinh ngày 26 tháng 1 năm 1958) là một diễn viên hài, người dẫn chương trình, diễn viên, nhà văn và nhà sản xuất người Mỹ. Bà đóng vai chính trong loạt phim hài kịch tình huống Ellen (1994–1998) và chủ trì chương trình đàm thoại truyền hình The Ellen DeGeneres Show từ năm 2003 cho tới năm 2022.
Sự nghiệp hài độc thoại của bà mở đầu từ đầu thập niên 1980, nở rộ từ lần đầu xuất hiện trên The Tonight Show Starring Johnny Carson năm 1986. Carson ví bà như Bob Newhart và mời bà trò chuyện trên màn ảnh sau khi lên sóng. Là một diễn viên điện ảnh, DeGeneres xuất hiện trong Mr. Wrong (1996), EDtv (1999) và The Love Letter (1999). Năm 2003, bà lồng tiếng cho nhân vật Dory trong các bộ phim hoạt hình của hãng Pixar, Đi tìm Nemo và Đi tìm Dory, giúp bà nhận được Giải Sao Thổ cho nữ diễn viên phụ xuất sắc nhất, cũng là lần đầu tiên một diễn viên nữ như bà thắng một Giải Sao thổ trong công việc lồng tiếng của mình. Năm 2010, bà là giám khảo của chương trình American Idol vào mùa thứ chín.
Bà vào vai chính trong hai loạt phim truyền hình hài kịch tình huống, Ellen (1994–1998) và The Ellen Show (2001–2002). Năm 1997, trong mùa thứ tư của Ellen, bà công khai là người đồng tính nữ trong khi xuất hiện trong chương trình The Oprah Winfrey Show. Chẳng bao lâu, nhân vật hư cấu Ellen Morgan do bà thủ vai cũng công khai đồng tính với một nhà trị liệu do Winfrey thủ vai, và loạt hài kịch này bắt đầu khai thác các vấn đề liên quan đến LGBT, trong đó có công khai thiên hướng tính dục. Bà là nhân vật đồng tính nữ công khai đầu tiên đóng một vai đồng tính nữ công khai trên truyền hình. Năm 2008, bà kết hôn với người bạn gái lâu năm của mình, Portia de Rossi.
DeGeneres từng dẫn chương trình tại các Giải thưởng Viện hàn lâm, Giải Grammy và Giải Primetime Emmy. Bà cũng viết ba cuốn sách và thành lập một công ty thu âm của riêng bà, Eleveneleven, và một công ty sản xuất, A Very Good Production. Bà cũng thành lập một thương hiệu chuyên về đời sống, ED by Ellen. Bà giành 30 Giải Emmy, 20 Giải Sự lựa chọn của Công chúng (hơn bất kỳ người nào khác), và rất nhiều giải thưởng khác cho công việc chuyên môn và hoạt động từ thiện của bà. Năm 2016, Tổng thống Hoa Kỳ Barack Obama đã trao tặng bà Huân chương Tự do Tổng thống.

## Cuộc sống đầu đời và giáo dục
Ellen DeGeneres được sinh ra và lớn lên ở Metairie, Louisiana, là con gái của Elizabeth Jane (nhũ danh Pfeffer), một nhà trị liệu bằng lời nói, và Elliott Everett DeGeneres, một nhân viên bảo hiểm. Bà có một người anh trai, Vance, là một nhạc sĩ và nhà sản xuất. Bà mang trong mình dòng máu Pháp, Anh, Đức và Ireland. Khi xưa, bà từng là một người theo tôn giáo Christian Science cho đến khi bà 13 tuổi. Năm 1973, bố mẹ bà nộp đơn ly dị và ly dị vào năm sau đó. Không lâu sau đó, mẹ của Ellen kết hôn với Roy Gruessendorf, một nhân viên bán hàng. Betty Jane và Ellen chuyển tới sinh sống với Gruessendorf, từ New Orleans đến Atlanta, Texas. Ông Vance quyết định sống với bố ruột của mình. Trong một tập chương trình của bà và tháng 2 năm 2011, bà kể với khán giả khán phòng về một lá thư từ trường New England Historic Genealogical Society, nói rằng bà là chị họ thứ 15 của Catherine, Công tước phu nhân xứ Cambridge thông qua việc bà và bà Công tước đều là con cháu đời sau của Thomas Fairfax.
DeGeneres tốt nghiệp Trường Trung học Atlanta vào tháng 5 năm 1976, sau khi hoàn thành xong các năm học thời trung học đầu tiên của bà tại Trường Trung học Grace King, ở Metairie, Louisiana. Bà quay trở lại New Orleans để theo học Trường Đại học University of New Orleans, và chọn chuyên ngành nghiên cứu giao tiếp. Sau một học kỳ, bà rời khỏi trường học để làm những công việc văn phòng trong một công ty tư vấn pháp luật với người em họ của bà, Lauren Gillen. Những công việc đầu đời của bà bao gồm những công việc ở J. C. Penny, và làm một phục vụ ở nhà hàng T.G.I. Friday's và ở một nhà hàng khác nữa, một thợ sơn nhà cửa, một người dẫn chương trình, và một bartender. Bà dành phần lớn tuổi thơ ấu và những trải nghiệm trong sự nghiệp cho công việc tấu hài của bà.

## Giải thưởng

### Các giải Emmy

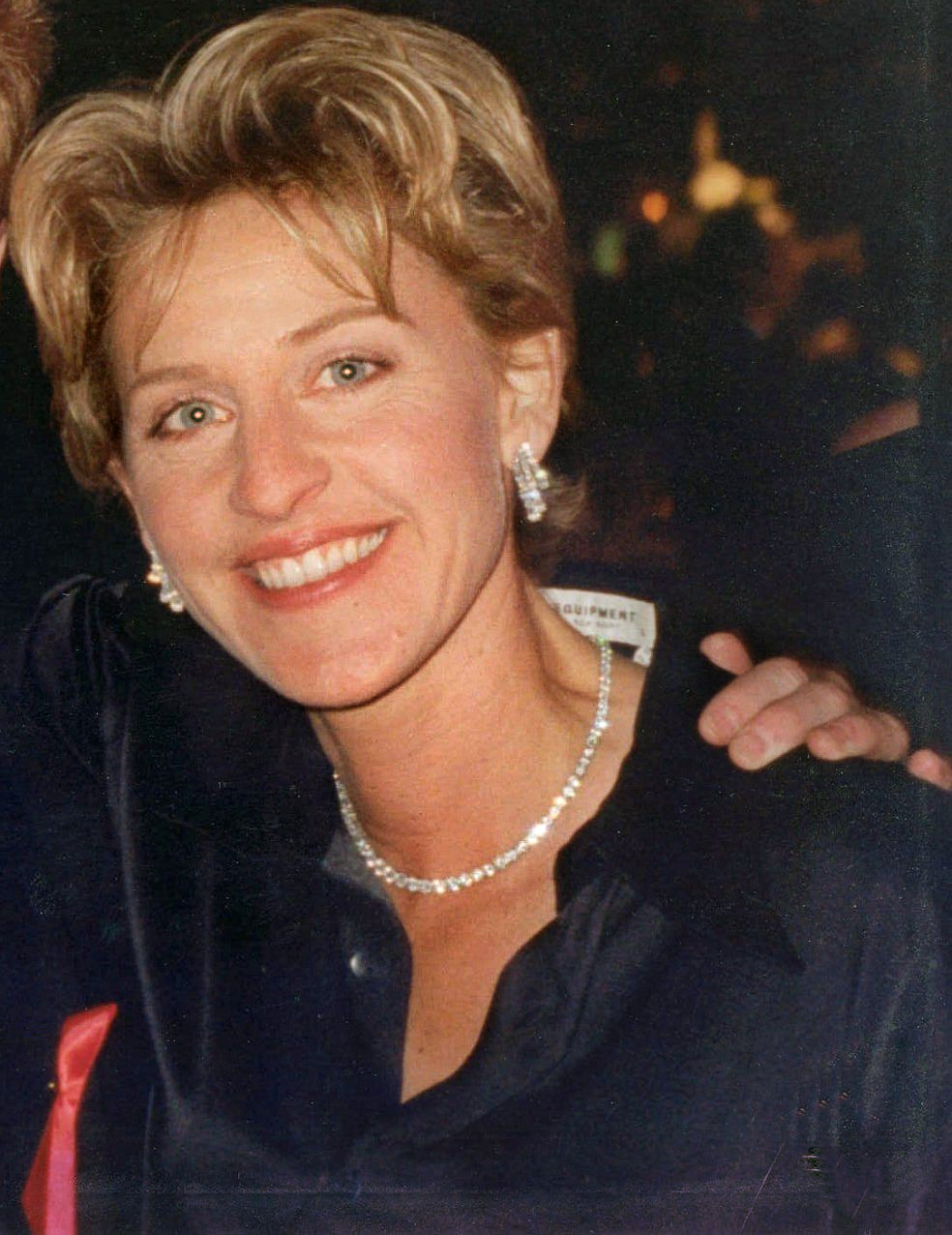
Ellen DeGeneres tại lễ trao giải Emmy Awards vào tháng 9 năm 1994.

Giải Primetime Emmy cho kịch bản hài xuất sắc
1997 Ellen 
 Talk Show xuất sắc
2004 The Ellen DeGeneres Show
2005 The Ellen DeGeneres Show
2006 The Ellen DeGeneres Show
2007 The Ellen DeGeneres Show 
 Kịch bản đặc biệt xuất sắc 
2005 The Ellen DeGeneres Show
2006 The Ellen DeGeneres Show
2007 The Ellen DeGeneres Show 
 Dẫn chương trình Talk Show xuất sắc
2005 The Ellen DeGeneres Show
2006 The Ellen DeGeneres Show
2007 The Ellen DeGeneres Show
2008 The Ellen DeGeneres Show

### Các giải khác
Diễn viên hài nữ vui nhộn nhất
1991 
 Diễn viên hài nữ trên truyền hình vui nhộn nhất (Funniest Female Performer in a TV Special)
1994 46th Primetime Emmy Awards
2000 Ellen DeGeneres: The Beginning
Giải Saturn cho vai nữ phụ xuất sắc nhất (Saturn Award for Best Supporting Actress (phim))
2003 Finding Nemo